# Chronicles of Mystery (seria)
Chronicles of Mystery – seria gier komputerowych typu point-and-click, stworzona oraz dystrybuowana przez firmę City Interactive S.A.

## Gry z serii
- Chronicles of Mystery: Rytuał Skorpiona (14 listopada 2008)
- Chronicles of Mystery: Curse of the Ancient Temple (16 października 2009)
- Chronicles of Mystery: Drzewo Życia (3 listopada 2009)
- Chronicles of Mystery: Legenda Świętego Skarbu (22 października 2010)
- Chronicles of Mystery: Tajemnica Zaginionego Królestwa (28 stycznia 2011)